# Султанабад
40°46′15″ пн. ш. 72°58′35″ сх. д. / 40.77083° пн. ш. 72.97639° сх. д.
Султанабад (узб. Султонобод, Sultonobod) — міське селище в Узбекистані, в Кургантепинському районі Андижанської області.
Розташоване біля кордону з Киргизстаном, між каналами Шахрихансаєм і Андижансаєм, поблизу залізничної станції Султанабад на лінії Карасу-Узбецький—Жалалабат.
Населення 11,5 тис. мешканців (1990). Статус міського селища з 2009 року.